# Ezedin Belgasem Faraj
Ezedin Belgasem Faraj es un deportista libio que compitió en taekwondo. Ganó dos medallas en el Campeonato Africano de Taekwondo, bronce en 2009 y plata en 2010.

## Palmarés internacional
| Campeonato Africano | Campeonato Africano | Campeonato Africano | Campeonato Africano |
| Año                 | Lugar               | Medalla             | Categoría           |
| ------------------- | ------------------- | ------------------- | ------------------- |
| 2009                | Yaundé (Camerún)    | Medalla de bronce   | –63 kg              |
| 2010                | Trípoli (Libia)     | Medalla de plata    | –68 kg              |